# Принижені та зневажені (роман)
«Принижені та зневажені» (рос. Униженные и оскорбленные) — роман російського письменника Федора Михайловича Достоєвського.
Роман вперше опублікований у 1861 в російському журналі «Время». Ідея створення роману зародилася ще до 1857 року. Після переїзду в Санкт-Петербург в 1860 році Достоєвський відразу взявся за втілення свого задуму, який завершив у липні 1861. Того ж року роман вийшов окремим виданням у Санкт-Петербурзі. За життя письменника перевидавався ще двічі, в 1865 і 1879 роках.

## Сюжет
Молодий письменник Іван Петрович, шукаючи квартиру в Петербурзі, дізнається про дивного старого Єремію Сміта, що спостерігає за відвідувачами кондитерської. Старий невдовзі помирає на вулиці, а Іван Петрович хоче дізнатися про нього більше та знаходить його квартиру.
Бувши сиротою, Іван виховувався поміщиком Миколою Іхменевим і закохався в його дочку Наташу. Микола керував маєтком князя Петра Валіковського, але посварився з ним через чутки. Закінчивши навчання, Іван має успіх, його перший роман добре продається. Молодий письменник часто гостює в Іхменевих і планує одружитися з Наташею. Несподівано прибуває син князя Валіковського, Альоша, та забороняє йому бачитися з Наташею. Виявляється, він закоханий у Наташу й теж хоче одружитися з нею. Альоша багатий, проте інфантильний і зніжений. Він безвідповідально ставиться до Наташі, і князь хоче одружити його з багатою наївною Катериною. Не знаючи про стосунки Альоші з Наташею, Катерина закохується в нього. Наташа ж не хоче порвати з Альшею, але не бажає образити Івана.
Квартиру Сміта відвідує його онука Неллі. Вона замкнута та злиденна, втекла від батьків, а також її намагаються віддати в будинок розпусти. Іван, жаліючи її, намагається допомогти дівчині. Він звертається до свого знайомого детектива Маслобоєва, що рятує Неллі.
Альоша вирішує одружитися з Наташею. Його батько підігрує, даючи згоду, але сподівається, що це розбурхає кохання сина до Катерини. Зрештою так і стається.
Іван довідується, що князь Валіковський раніше обманом розорив Сміта, а його дочку забрав із собою. Заволодівши грошима старого, князь покинув її, вагітну Неллі. Сміт через це відвернувся від дочки, що призвело до її смерті в бідності. Побоюючись, що Неллі володіє компроматом, Валіковський наймає Маслобоєва для пошуку документів.
Валіковський пропонує Івану гроші за весілля з Наташею, щоб гарантувати одруження власного сина з Катериною. Досягнувши відмови Альоші від Наташі, він пропонує вже Наташі гроші, щоб вона стала коханкою старого графа. Ображений Іван б'є Валіковського, проте той задоволений результатом — він тепер багатий і ще й виграв суд проти Миколи.
Іхменеви вирішують удочерити Неллі, проте вона виявляється смертельно хворою. Перед смертю вона прокликає свого батька. Іван пориває стосунки з Наташею і, як слідує з його нотаток, невдовзі помре на самоті.

## Персонажі
- Іван Петрович, від його особи ведеться розповідь
- Микола Сергійович Іхменев, поміщик
- Анна Андріївна Іхменева (до шлюбу Шумилова), дружина Іхменева
- Наташа, дочка Іхменева
- Князь Петро Олександрович Валківський
- Князь Олексій Петрович Валківський, син Петра Валківського
- Єремія Сміт, англієць, колишній власник заводу
- Неллі (Олена), внучка Сміта
- Філіп Пилиповичу Маслобоев, старий знайомий Івана Петровича
- Олександра Семенівна, завідувачка господарства в будинку Маслобоєва
- Катерина Федорівна, майбутня дружина князя Олексія Валківського

## Екранізація роману
- «Принижені та зневажені» — російсько-швейцарсько-італійська екранізація роману 1991 року.